# معركة المصلى
معركة المصلى (بالإسبانية: Batalla de Almosala)‏، وهي أحد معارك الثورة ضد المرابطين. وكان زعيم الثورة قاضي قرطبة، ابن حمدين، وقعت عام 1145.

## خلفية
وكان ابن حمدين قد وُلي قضاء قرطبة في شعبان سنة 529 هـ، على أثر مقتل قاضيها أبى عبد الله بن الحاج، وهو يصلي بالمسجد الجامع في صفر من تلك السنة. ثم صُرف ابن حمدين عن القضاء في سنة 532 هـ، وولى مكانه أبو القاسم بن رشد فوليه نحو عامين، ثم أعفاه الأمير علي بن يوسف من منصبه دون أن يعين خلفاً له، ووقع بعد ذلك بقرطبة هياج اعتدى فيه العامة على المرابطين، فخرج إليهم ابن حمدين، وتمكن من تسكين ثورتهم، فظهر يومئذ بوافر حكمته وشهامته، وبقيت قرطبة دون قاض مدى عام. ثم أذن علي بن يوسف لأهلها أن يختاروا لهم قاضياً، فأجمعوا على اختيار ابن حمدين، فولى القضاء للمرة الثانية في سنة 536 هـ، واستمر في منصبه حتى أواخر سنة 539 هـ.
كانت حوادث المغرب من جهة، وحوادث الثورة في الغرب، قد أخذت تحدث أثرها، وأخذت بذور الثورة تختمر من جديد في أذهان الشعب القرطبي. فما كاد الحاكم المرابطي، الأمير يحيى بن غانية، يبتعد في قواته صوب إشبيلية لحمايتها من عيث المريدين، حتى اضطرمت قرطبة بالثورة، وثارت العامة بالوالي المرابطي الرئيس أبى عمر اللمتوني، وأعلنوا خلعه، وخلع دعوة المرابطين، ونادوا برياسة القاضي أبى جعفر بن حَمْدين، وبويع ابن حمدين بالإمارة في المسجد الجامع، وبايعه الخاصة والعامة، وذلك في الخامس من شهر رمضان سنة 539 هـ (فبراير 1145).
واستقر ابن حمدين بقصر الخلافة، وتسمى بأمير المسلمين وناصر الدين، ووفقاً لقول ابن الأبار بأمير المسلمين المنصور بالله، وفي بعض الروايات بأمير المؤمنين. ودعى له على منبر قرطبة ومعظم منابر القواعد الأندلسية. وكان ابن غانية قد سار عندئذ إلى لبلة ليجهز على المريدين الذين تحصنوا بها، فلما علم بما وقع في قرطبة، عاد أدراجه إلى إشبيلية. ولكنه ما كاد يستقر بها حتى ثار به أهلها، وناصبوه الحرب وجرح أثناء القتال الذي نشب بينه وبينهم، فارتد عندئذ في قواته إلى حصن مرجانة القريب .